# Parma kermadecensis
Espèce
Parma kermadecensis est une espèce de poissons de la famille des Pomacentridae.